# Hiệp hội Vận tải Hàng không Quốc tế
Hiệp hội Vận tải Hàng không Quốc tế (International Air Transport Association, viết tắt: IATA) là một hiệp hội thương mại của các hãng hàng không quốc tế có trụ sở tại Montreal, Quebec, Canada (nơi Tổ chức Hàng không Dân dụng Quốc tế (ICAO) ngẫu nhiên cũng đóng trụ sở, dù đây là cơ quan khác hẳn).
IATA được thành lập tháng 4 năm 1945 ở La Habana, Cuba. Đây là tổ chức kế nhiệm của Hiệp hội Vận chuyển Hàng không Quốc tế (tên tiếng Anh: International Air Traffic Association) được thành lập ở The Hague, Hà Lan vào năm 1919, năm có dịch vụ theo lịch trình quốc tế đầu tiên. Vào thời điểm thành lập, IATA có 57 thành viên từ 31 quốc gia, phần lớn ở châu Âu và Bắc Mỹ. Ngày nay, hiệp hội này có 270 thành viên từ 140 quốc gia ở khắp nơi trên thế giới.
Mục đích chính của tổ chức này là trợ giúp các công ty hàng không đạt được sự cạnh tranh hợp pháp và thống nhất giá cả. Để phục vụ cho việc tính toán giá cước vận tải, IATA chia thế giới ra 3 khu vực:
1. Nam, Trung và Bắc Mỹ.
2. Châu Âu, Trung Đông và châu Phi. châu Âu theo IATA bao gồm châu Âu theo địa lý và các nước Maroc, Algérie và Tunisia.
3. Châu Á, Úc, New Zealand và các đảo Thái Bình Dương.

Để đạt được mục tiêu này, các hãng hàng không đã được bảo đảm một sự miễn thuế đặc biệt bởi mỗi một cơ quan điều chỉnh cạnh tranh chính trên thế giới để tham khảo về giá thông qua cơ quan này. Tuy nhiên, tổ chức này đã bị cáo buộc là hoạt động như một cartel, và nhiều hãng hàng không giá rẻ không phải là thành viên đầy đủ của IATA. Các cơ quan thẩm quyền về cạnh tranh của Liên minh châu Âu hiện đang điều tra tổ chức này. Năm 2005 Neelie Kroes, Cao ủy châu Âu về cạnh tranh, đã kiến nghị bỏ sự ngoại lệ tham khảo giá. Tháng 7 năm 2006 Bộ Giao thông Hoa Kỳ cũng đề nghị rút bỏ quyền miễn trừ chống độc quyền. IATA cùng phối hợp với Sita để đưa ra giải pháp vé điện tử .
IATA ấn định mã sân bay IATA gồm 3 chữ cái và mã chỉ định hãng hàng không IATA (tiếng Anh: IATA airline designator) gồm 2 chữ cái được dùng phổ biến khắp thế giới. ICAO cũng ấn định mã sân bay và hãng hàng không. Đối với các hệ thống đường ray và đường bay IATA cũng ấn định mã nhà ga xe lửa IATA. Đối với các mã cho các chuyến trễ, IATA ấn định mã chậm trễ IATA.
IATA làm nòng cốt cho việc xác nhận hợp cách các hãng lữ hành (ngoại trừ Hoa Kỳ), khi điều này được Hội đồng Báo cáo Hàng không thực hiện. Dù đối với mục đích trên thực tế, và sự cho phép bán vé máy bay từ các hãng vận tải tham gia vào tổ chức, điều này đạt được thông qua các tổ chức thành viên quốc gia.
Các thành viên cũng quy định việc vận chuyển hàng hóa nguy hiểm và xuất bản Sổ tay các quy định Hàng hóa Nguy hiểm IATA, một sách tham khảo nguồn được chấp nhận trên phạm vi toàn cầu cho các hãng hàng không vận chuyển các chất nguy hiểm.